# Carthage, Tennessee
Carthage är administrativ huvudort i Smith County i Tennessee. Orten har fått sitt namn efter Karthago. Carthage hade 2 306 invånare enligt 2010 års folkräkning.